# Hernando Flores
Hernando Flores-Rojas (Santiago, 7 de março de 1941 — Recife, 20 de junho de 2010) foi um bioquímico chileno.
Radicou-se no Brasil em 1973 e assumiu posto de professor titular na Universidade Federal de Pernambuco, onde ficou até 2008.

## Biografia
Morou na cidade de Copiapó até seu ingresso no curso de Medicina em Santiago do Chile, migrando para a faculdade de Bioquímica, logo depois.
Doutorou-se em bioquímica da nutrição pela Universidade do Chile e fez pós-doutorado na Universidade de West Indies. 
Realizou trabalhos de pesquisa em diferentes países, chegando ao Brasil na década de 70, quando ingressou na carreira docente junto à UFPE.
Contribuiu para a implantação de importantes laboratórios, e de diversos cursos de mestrado e doutorado em instituições do país, através do respeitável trabalho de pesquisa desenvolvido.
Durante sua trajetória, desenvolveu relevantes projetos junto a instituições de projeção nacional, e internacional, com destaque para MIT, ILSI, UNICEF, OMS/WHO, CNPq e Ministério da Saúde do Brasil. 
Em 5 de abril de 2010, recebeu o título de professor emérito, pela Universidade Federal de Pernambuco.
Possui diversos artigos publicados em revistas de renome, tanto no Brasil quanto no exterior, e um outro tanto de capítulos publicados, além de seus livros próprios. Todos com grande ênfase em micronutrientes, especialmente as vitaminas.
Faleceu em 20 de junho de 2010, deixando cinco filhos.

## Livros publicados/organizados
- Manual para la fortificación de azúcar con vitamina A. Metodologias analíticas para el control e la evaluación de la fortificación de azúcar con vitamin A. Washington: USAID/INCAP/OPAS, 1996.
- Nutrition Communications In Vitamin A Programas. A Resource Book. THE NUTRITION FOUNDATION, 1992.
- Biochemical Methodology For The Assessment Of Vitamin A Status. WASHINGTON, USA: THE NUTRITION FOUNDATION, 1982.